# Moskauer Nächte
Moskauer Nächte (russisch Подмосковные вечера, Transkription: Podmoskownyje Wetschera; wörtlich: Moskauer Abende) ist der Titel eines der populärsten russischen Estrada-Schlager, dessen Melodie auch außerhalb Russlands sehr bekannt wurde (englisch: Midnight in Moscow).

Wladimir Troschin – Podmoskownyje Wetschera (1956)

## Original
Komponiert wurde das Lied 1955 als Leningradskije Wetschera (Leningrader Nächte) von Wassili Solowjow-Sedoi (1907–1979) und dem Texter Michail Matussowski (1915–1990) als Auftragsproduktion des sowjetischen Kulturministeriums, das jedoch Moskau als angemesseneren Titel befand. Die Autoren titelten daraufhin in Podmoskownyje Wetschera um. Wegen der typisch russisch klingenden Melodie wird der Song häufig für ein traditionelles Volkslied gehalten. Erstmals aufgenommen wurde das Lied 1956 für eine Dokumentation über die Spartakiade der Völker der UdSSR mit dem Sänger Wladimir Troschin. Er sang das Lied für die Sportdokumentation der Spartakiade im September 1955. Die Single erschien im Jahre 1956 auf dem Staatslabel Melodija 27620 und wurde in Russland über zahlreiche Radioausstrahlungen berühmt. Im August 1957 gewann es den Songwettbewerb bei den Weltfestspielen in Moskau.
Die ersten Akkorde der Melodie wurden zum Pausenzeichen von Radio Majak, dem 1964 gegründeten Hauptradiosender der UdSSR und wurden alle 30 Minuten gespielt.

## Coverversionen

Jan Burgers and his New Orleans Syncopators – Midnight in Moscow (1961)

Es dauerte 4 Jahre, bis das Lied im Westen bekannt wurde.

### Jan Burgers And His New Orleans Syncopators
Die holländische Jazzband Jan Burgers And His New Orleans Syncopators nahm die Melodie als Midnight in Moscow in der Besetzung Peter Bos (Trompete), George Kaatee (Posaune), Bertus Kruyt (Klarinette), Jan Burgers (Piano), Henk Mulder (Banjo), Rudy Danckaarts (Bass) und Kuuk Griep (Schlagzeug) am 4. Januar 1961 in Amsterdam als Instrumentalmusik auf. Die Single Midnight in Moscow / Shine (Storyville Records A45042) erschien im Februar 1961. Bereits hier lag ein Irrtum über das Urheberrecht vor („Traditional“), da die Verantwortlichen Midnight in Moscow für ein gemeinfreies russisches Volkslied hielten.

### Kenny Ball And His Jazzmen

Kenny Ball – Midnight in Moscow (1961)

Kenny Ball stand ab April 1961 mit seinen Jazzmen in den Londoner Pye-Records-Tonstudios (ATV House, Great Cumberland Place), um die LP Midnight in Moscow aufzunehmen. Den Titel Midnight in Moscow erhielt Ball von Vertretern der Plattenfirma Pye Records als „Demoaufnahme einer holländischen Band“. Die Besetzung erschien in identischer Instrumentierung wie das holländische Vorbild: Kenny Ball (Trompete), Johnny Bennett (Posaune), Ron Weatherburn (Piano), Paddy Lightfood (Banjo), Vic Pitt (Bass), Dave Jones (Klarinette) und Ron Bowden (Schlagzeug). Ball erhöhte leicht das Tempo, Posaunist John Bennett spielte einen gedämpften Sound mit einem Kindertöpfchen aus Plastik als Dämpfer. Nach Abschluss der LP-Aufnahmesession im September 1961 entschlossen sich die Beteiligten, als Single Midnight in Moscow / My Mother’s Eyes (Pye Jazz 7NJ 2049) im Oktober 1961 auf den Markt zu bringen. Die gleichnamige LP (Hallmark Records, HMA 212) erschien erst im Dezember 1961. In Großbritannien erreichte die Single am 6. Januar 1962 Rang 2, in den USA gelangte sie ebenfalls bis auf Rang 2. Am 8. April 1962 erreichte sie für 1 Woche Rang 1 in Australien. Sie verkaufte weltweit 1 Million Exemplare und ist damit die erfolgreichste Coverversion des Titels und Balls größter Hit (Deutschland: Januar 1962, Rang 29). Die russischen Urheber erhielten keine royalties, da die Sowjetunion nicht dem Welturheberrechtsabkommen beigetreten war.

## Weitere Coverversionen
1964 übernahm der russische Musiksender Radio Majak die Melodie und spielt sie bis heute 30-minütig als Sender-Jingle. Am 15. August 1961 sicherte sich Maurice Zuckerman das US-Copyright (A521374). Wladimir Troschins russische Originalversion erschien im September 1962 bei Oriole International.
Insgesamt gibt es mindestens 41 Coverversionen. In Frankreich erschien Le Temps du muguet (1959, André Claveaux) als Vokalmusik, Max Greger (LP Meine Lieblingsmelodien; 1959) spielte instrumental unter dem Titel Mitternacht in Moskau. Deutsche Schlagerversionen gab es 1960 von Peter Wieland (Wenn es Abend wird) in der DDR, Rolf Bauer (Wo die Wolga fließt) und Gitta Lind (Lied der Einsamkeit). Nach Eddie Condon (aufgenommen am 27. Januar 1962) folgten die Village Stompers (1963) und Bert Kämpfert (April 1965). Alexandra sang den russischen Text 1966 bei ihrem ersten Fernsehauftritt in der Gilbert-Bécaud-Show, ihre Fassung mit dem deutschen Text von John O’Brien-Docker (übersetzt von Siegfried Behrend) unter dem Titel Moskauer Nächte erschien 1968. Es folgten Peter Alexander (Text: Kurt Feltz, 1969) und Ivan Rebroff (russisch, 1969). 2008 wurde Moskauer Nächte von der russischen Sportgymnastin Jewgenija Kanajewa für ihren Vortrag mit dem Band bei den Olympischen Spielen 2008 ausgewählt, bei dem sie die Goldmedaille gewann.

## Text
| Russischer Text | Transkription | Wörtliche Übersetzung | Kurt Feltz (1969) |
| --- | --- | --- | --- |
| Не слышны в саду даже шорохи Всё здесь замерло до утра Если б знали вы, как мне дороги Подмосковные вечера. Речка движется и не движется Вся из лунного серебра Песня слышится и не слышится В эти тихие вечера. Что ж ты, милая, смотришь искоса, Низко голову наклоня? Трудно высказать и не высказать Всё, что на сердце у меня. А рассвет уже всё заметнее Так, пожалуйста, будь добра Не забудь и ты эти летние Подмосковные вечера. | Ne slyschny w sadu dasche schorochi Wsjo sdes samerlo do utra Jesli b snali wy, kak mne dorogi Podmoskownyje wetschera. Retschka dwischetsja i ne dwischetsja Wsja is lunnowo serebra Pesnja slyschitsja i ne slyschitsja W eti tichije wetschera. Tschto sch ty, milaja, smotrisch iskossa, Nisko golowu naklonja? Trudno wyskasat i ne wyskasat Wsjo, tschto na serdze u menja. A rasswet usche wsjo sametneje Tak, poschaluista, bud dobra Ne sabud i ty eti letnije Podmoskownyje wetschera. | Selbst das Rascheln im Garten ist kaum zu hören Alles hier ist bis zum Morgen still Wenn Ihr wüsstet, wie lieb sie mir sind Die Abende bei Moskau. Das Flüsschen bewegt sich – und auch nicht Im silbernen Schein des Mondes Man hört ein Lied – und auch nicht An diesen stillen Abenden. Was schaust Du so von der Seite, Liebste, Mit tief geneigtem Kopf? Schwer ist es, auszusprechen – und auch, nicht auszusprechen All das, was ich auf dem Herzen habe. Und schon macht sich die Morgendämmerung immer mehr bemerkbar Bitte, sei so gut Vergiss auch du nicht diese sommerlichen Abende bei Moskau. | Wenn der Mond in Moskauer Nächten scheint, steht am Fluß ein Fremder und weint. Ich will heim zu ihr, ich will heim zu ihr, ihre Sehnsucht, die ruft: Komm heim! Und der Fremde friert, denn sein Stern, der fiel, und Moskauer Nächte sind kühl. Er will heim zu ihr, er will heim zu ihr, ihre Sehnsucht, die ruft: Komm heim! Seit am breiten Fluß bang die Wehmut wacht, klingt es durch die Moskauer Nacht: ich will heim zu ihr, ich will heim zu ihr, ihre Sehnsucht, die ruft: Komm heim! |